# Yoann Rapinier
Yoann Rapinier (Pontoise, 29 settembre 1989) è un triplista francese.

## Palmarès
| Anno | Manifestazione           | Sede    | Evento       | Risultato | Prestazione | Note |
| ---- | ------------------------ | ------- | ------------ | --------- | ----------- | ---- |
| 2009 | Europei under 23         | Kaunas  | Salto triplo | 9º        | 16,23 m     |      |
| 2011 | Europei indoor           | Parigi  | Salto triplo | 4º        | 17,23 m     |      |
| 2011 | Europei under 23         | Ostrava | Salto triplo | nm (q)    | nm (q)      |      |
| 2013 | Mondiali                 | Mosca   | Salto triplo | 12º       | 15,17 m     |      |
| 2013 | Giochi della Francofonia | Nizza   | Salto triplo | Oro       | 17,11 m     |      |
| 2014 | Mondiali                 | Zurigo  | Salto triplo | 4º        | 17,01 m     |      |
| 2019 | Europei indoor           | Glasgow | Salto triplo | 4º        | 16,72 m     |      |